# Hanni Knerr
Hanni Knerr (* 15. Dezember 1935; † 6. November 2013) war eine deutsche Lehrerin, die für ihr kommunalpolitisches und soziales Engagement vielfach geehrt wurde.

## Leben
Hanni Knerr arbeitete als Realschullehrerin für Mathematik und evangelische Religion. Dabei versuchte sie den Schülern auch immer soziales Handeln zu vermitteln.
In den Jahren 1979 bis 2004 war sie Mitglied der SPD-Fraktion im Stadtrat von Speyer. Ein besonders Anliegen war es ihr dort, die Gleichberechtigung der Frau in Speyer zu verwirklichen. Lange Jahre war sie auch Vorsitzende der „Arbeitsgemeinschaft sozialdemokratischer Frauen in der SPD“ in Rheinland-Pfalz. „Die Hälfte des Himmels, die Hälfte der Macht“ war eine mehrmals wiederholte Forderung von ihr zur Emanzipation der Frauen.
Sie war vielfältig in Speyerer Vereinen und Verbänden tätig wie den Naturfreunden und dem Kunstverein und der Gemeinnützigen Baugenossenschaft. Besondere Verdienste hatte sie sich dabei erworben, die Städtepartnerschaften von Speyer mit Leben zu erfüllen. Im Presbyterium der Johanneskirche war sie ebenso tätig wie im Bezirkskirchenrat des Kirchenbezirks Speyer und – als Gründungsmitglied – in der „Deutsch-israelitischen Gesellschaft – Arbeitsgemeinschaft Speyer-Pfalz“. Hanni Knerr war Mitglied der 9. Bundesversammlung am 23. Mai 1989. Sie starb im November 2013 und wurde auf dem Friedhof Speyer beerdigt.

## Ehrungen
- Bundesverdienstkreuz am Bande (26. Mai 1999)[8]
- Verdienstorden des Landes Rheinland-Pfalz (2007)